# Agatha Harkness
Pour les articles homonymes, voir Harkness.
Agatha Harkness est un personnage de fiction évoluant dans l'univers Marvel de la maison d'édition Marvel Comics. Créée par le scénariste Stan Lee et le dessinateur Jack Kirby, elle apparaît pour la première fois dans le comic book Fantastic Four (vol. 1) #94 en janvier 1970,.
Agatha est une puissante sorcière et une survivante des procès de Salem. Lors de ses premières apparitions, elle est engagée par les Quatre Fantastiques pour être la gouvernante de Franklin Richards. Elle est également celle qui a entraînée la Sorcière rouge à la magie. Agatha est la mère du super-vilain Nicholas Scratch (en) et la grand-mère des Sept de Salem, un groupe composé des enfants illégitimes de Nicholas. Lors de ses premières apparitions, Agatha est une femme âgée ; néanmoins, elle arrive à devenir jeune à nouveau, ce qui fait grandir ses pouvoirs. Durant une certaine période, son personnage meurt mais continue d'apparaître en tant que fantôme.
Au sein de l'univers cinématographique Marvel, Agatha Harkness est interprétée par l'actrice Kathryn Hahn dans les mini-séries WandaVision (2021) et Agatha All Along (2024), ainsi que dans la série d'animation What If...? (2024).

## Biographie du personnage
Agatha Harkness était la gouvernante de Franklin Richards, le fils de Red et Jane Richards des Quatre Fantastiques. Elle aida l'équipe à vaincre Annihilus.
À cause des actions de  Nicholas Scratch (en), son fils, il fut révélé qu'elle était autrefois la grande sorcière de New Salem (dans le Colorado). Elle aida de nouveau les super-héros à vaincre les Sept de Salem qui étaient en secret ses petits-enfants. Finalement, Nicholas fut banni dans une autre dimension. À chaque tentative de retour, il fut stoppé par Agatha.
Agatha devint la tutrice de la Sorcière rouge et lui enseigna la magie.
Un jour, les Sept de Salem refirent surface et capturèrent la sorcière. Elle fut brûlée sur un bûcher. Sa présence astrale appela la Sorcière Rouge à l'aide, et dans le combat s'ensuivant, les énergies de la communauté de New Salem furent absorbées par Vertigo, qui en perdit le contrôle. Malgré l'aide d'Agatha, Wanda ne put contenir le pouvoir en entier et la ville fut décimée. On apprit plus tard que Wanda utilisa une partie de l'énergie magique pour tomber enceinte de son mari, la Vision.
Plus tard, Agatha apparut, bien vivante, tandis que la Sorcière Rouge sombrait dans une légère folie à cause de ses enfants, fragments du pouvoir d'un puissant démon. La sorcière affronta Méphisto, et pour aider Wanda, elle lui fit oublier ses enfants disparus.
Elle aida aussi les Vengeurs à vaincre Immortus, puis Franklin Richards à contrôler son don cosmique. Elle sauva la vie de Tigra, à moitié folle et piégée dans sa forme féline.
C'est grâce à l'aide et l'enseignement transmis pour mieux contrôler sa magie du chaos que la Sorcière Rouge réussit à ressusciter Wonder Man.
Lors du crossover Avengers Disassembled, le SHIELD retrouva le corps d'Agatha Harkness chez elle, morte depuis quelques semaines. On pense qu'elle fut tuée par Wanda Maximoff, alors en pleine crise de folie.

## Pouvoirs et capacités
Agatha Harkness est une sorcière qui possède de grands pouvoirs magiques et un savoir important en occultisme. C'est l'une des sorcières faisant partie des douze plus puissants sorciers de la Terre. Les sources de sa magie incluent les forces naturelles, les êtres extra-dimensionnels et ses propres énergies.
- Les sortilèges les plus importants d'Agatha Harkness semblent être en rapport avec la précognition extra-sensorielle (communication, analyse ou manipulation de l’esprit des êtres vivants). Elle a cependant été vue lancer de puissants sorts de téléportation (à travers le globe terrestre et même les dimensions) et accorder des pouvoirs surnaturels à d’autres personnes[1].
- Elle peut aussi projeter des décharges d’énergie magique, créer des boucliers mystiques, générer des illusions ou voyager dans le plan astral[1].
- En règle générale, elle ne s’engage pas directement dans un combat magique, à cause de ses limites physiques dues à son âge avancé[1].
- Son vieillissement a été extrêmement ralenti, vraisemblablement par des moyens magiques[1].

Son animal familier est un chat démoniaque prénommé « Ebony » (« Ébène » en VF). Celui-ci peut se régénérer (même après avoir subi une destruction totale), se transformer en une panthère ou bien en un félin humanoïde géant. Agatha peut voir, entendre et parfois même lancer des sortilèges à travers lui.
Sa demeure, Whisper Hill, a été détruite à de multiples occasions ou a disparu plusieurs fois, mais Agatha Harkness a toujours fini par la faire réapparaître, la restaurant avec sa magie.

## Apparition dans d'autres médias

### Univers cinématographique Marvel
Interprétée par Kathryn Hahn dans l'univers cinématographique Marvel
- 2021 : WandaVision, mini-série télévisée créée par Jac Schaeffer et réalisée par Matt Shakman.

Agatha Harkness apparaît dans la série sous l'identité d'une voisine ordinaire de Wanda Maximoff, nommée Agnès. Sa véritable identité n'est révélée que tardivement dans la série. Contrairement aux comics, le personnage est ici une antagoniste, et est représentée bien plus jeune que sa version dessinée.
- 2024 : Agatha All Along, mini-série télévisée créée par Jac Schaeffer

À la suite de son combat contre Wanda Maximoff, alias la Sorcière rouge, Agatha Harkness perd ses pouvoirs et faite prisonnière de la ville de Westview dans le New Jersey où elle pense être Agnes, le personnage qu'elle utilisait pour tromper Wanda. Néanmoins, après la disparition de cette dernière au mont Wundagore, le sort commence à s'affaiblir. Après trois ans, elle est finalement libérée par un adolescent gothique dont l'identité lui est inconnue car protégé par un sort. L'adolescent souhaite entamer un voyage sur la Route des Sorcières, un chemin mythique constitué d'une série d'épreuves magiques qui offre à ceux qui y survivent une chose qui leur manque. Agatha et lui partent donc à la recherche d'autres sorcières afin d'assembler un sabbat pour invoquer la route. Alors qu'Agatha souhaitait en réalité uniquement voler le pouvoir des sorcières, elles arrivent à invoquer la route. Poursuivie par les Sept de Salem, elle n'a d'autres choix que d'entamer ce voyage avec le sabbat afin de retrouver ses pouvoirs. Pour réussir, elle sera prête à tout.
- 2024 : What If...?, saison 3, épisode 2, réalisé par Bryan Andrews

Dans un autre univers, une variante d'Agatha arrive à Hollywood dans le but d'effectuer un rituel afin de voler les pouvoir de Tiamut, l'un des Célestes. Elle devient donc actrice pour une production d'Howard Stark.

### Jeux vidéo
- 2022 : Marvel's Midnight Suns. Dans le jeu, Agatha est un PNJ qui apparaît sous une forme fantomatique lors des phases d'exploration de l'abbaye.
- 2022 : Marvel SNAP. Dans le jeu, Agatha est une carte de série 3, pouvant être déblocable à partir du niveau de collection 486.